# 徐有恒
徐有恒（1924年2月22日—2015年10月17日），男，汉族，浙江海宁人，中华人民共和国生理学家、政治人物，曾任湖南医学院院长，湖南省政协副主席，九三学社湖南省委员会主任委员，第八届全国政协委员。